# Olšanka

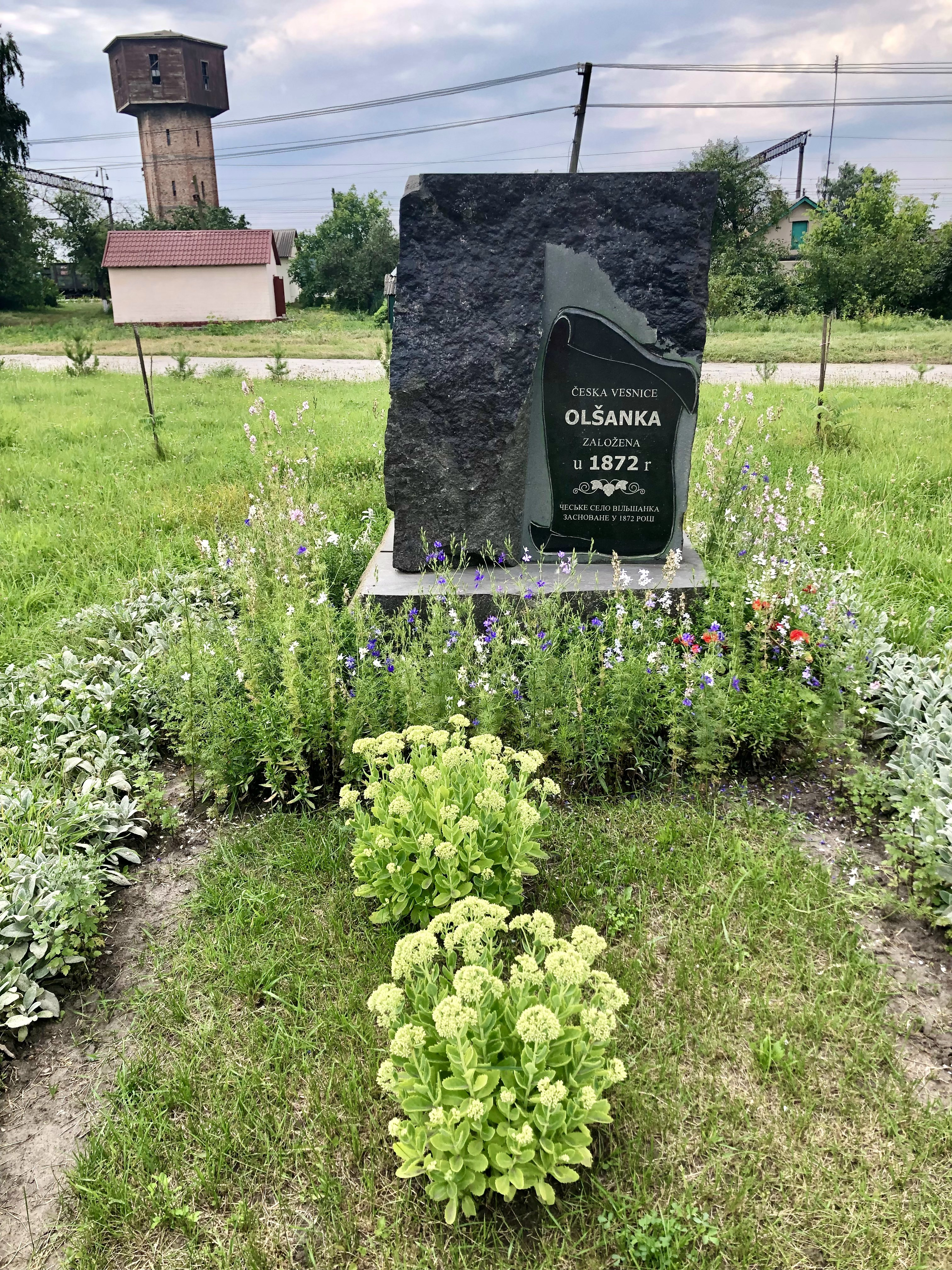
Památník české vesnice, v pozadí vodojem u železniční stanice

Olšanka (ukrajinsky: Ві́льшанка) je vesnice a administrativní centrum v Žytomyrské oblasti na Ukrajině.

## Název
Název vesnice je pravděpodobně historicky odvozen od olší, které se v regionu dodnes bohatě vyskytují. Druhá teorie hovoří o tom, že obec pojmenovali čeští přistěhovalci podle svého původního domova, nicméně jméno je doloženo i ve starších dokumentech.

## Historie
Nejstarší zmínka o vesnici je z 16. století. V roce 1795 se zde v soupise obyvatel uvádějí tři usedlé rodiny. V roce 1872 se do regionu dostali čeští přistěhovalci, kteří v září 1874 odkoupili pozemky od původních majitelů a nedaleko původní ukrajinské vesnice založili svoje sídlo, které bylo prvním a brzy i jedním z největších a nejbohatších center Volyňských Čechů v Žytomyrské oblasti. Vesnice se rychle hospodářsky rozvíjela, v roce 1875 již stálo 15 domů, následně vznikla cihelna, mlýn, škola, později dokonce i pivovar (1908), se kterým se pojilo pěstování chmele, a nakonec i elektrárna (1937). Rozvoji pomohlo i zavedení železnice, kdy v roce 1873 byla u obce vybudována stejnojmenná železniční stanice, později podle nedalekého města Čudniv přejmenována na Čudniv-Volyňskyj.
Po skončení ruské občanské války zůstala vesnice součástí SSSR, hospodářská produkce ale byla značně snížena a v roce 1920 dokonce obyvatelé Olšanky žádali o materiální podporu vládu Československa. Podle sčítání lidu z roku 1926 bylo v OIšance 704 českých obyvatel. S postupující sovětizací vznikl v obci kolchoz. Ve 30. letech 20. století se několik českých obyvatel Olšanky stalo obětí stalinistických čistek, některé rodiny byly přesunuty do jiných částí SSSR. Za druhé světové války okupovala oblast německá vojska, někteří místní obyvatelé byli nuceně nasazeni na práci v Německu a vesnice Olšanka byla značně poškozena. Přesto se část obyvatel zapojila do odboje na straně ukrajinských partyzánů, část bojovala v řadách Rudé armády a někteří v československých jednotkách zformovaných v SSSR pod vedením generála Ludvíka Svobody.
Po skončení války měla vesnice 207 domů a přibližně 1250 obyvatel, z nichž byly zhruba dvě třetiny českého původu. Většina olšanských Volyňáků využila nabídky na návrat podané vládou Československa a v únoru a březnu 1947 přesídlili zpět do ČSR, kde se usadili zejména v původně sudetoněmeckých vesnicích Tachovska. Olšanka pak byla dosídlena osobami z různých částí SSSR a rozvíjela se jako centrum zemědělské produkce, kterým zůstává dodnes. Její českou historii nyní připomíná pamětní deska a malé muzeum.

## Památky a zajímavá místa
Český dům - malé muzeum připomínající českou historii vesnice
Pamětní deska založení české vesnice
Kostel proroka Eliáše (Pravoslavná církev Ukrajiny)
Kostel sv. apoštolů Cyrila a Metoděje (Ukrajinská pravoslavná církev)
Památník padlých ve 2. světové válce
Vodojemy u železniční stanice
Ruiny českého pivovaru V. Klicha

## Osobnosti
Václav Klich (1859 - 1931) - podnikatel, pivovarník, finančník; podporoval českou kulturu, Sokol, spoluzaložil peněžní ústav, který financoval Českou družinu
Vlastimila Abžoltovská (1. 10. 1904 - 10. 6. 1995) - překladatelka beletrie z ukrajinštiny a ruštiny do češtiny
prof. Evžen Rychlík (16. 11. 1888 - 1937) - slavista a etnograf zaměřený na lingvistiku a kulturu české menšiny na Ukrajině, studoval v Praze, Kyjevě a Berlíně, v roce 1931 byl obviněn a odsouzen za příslušnost k „české špionážní agentuře“ k desetiletému trestu v nápravném táboře Medvěžaja Gora, kde byl v roce 1937 popraven